# Ясен звичайний (пам'ятка природи, Ківерцівський район)
Я́сен звича́йний — ботанічна пам'ятка природи місцевого значення в Україні. Розташована в межах Ківерцівської міської територіальної громади Луцького району Волинської області, в селі Журавичі, вул. Шевченка. 
Площа 0,01 га. Статус надано згідно з розпорядженням Волинського облвиконкому від 29.07.1976 року № 486-р. Перебуває у віданні Ківерцівської міської ради.
Статус надано для збереження одного екземпляра вікового ясена звичайного. Вік дерева — понад 320 років, діаметр стовбура — 2 м, висота бл. 20 м.

## Галерея

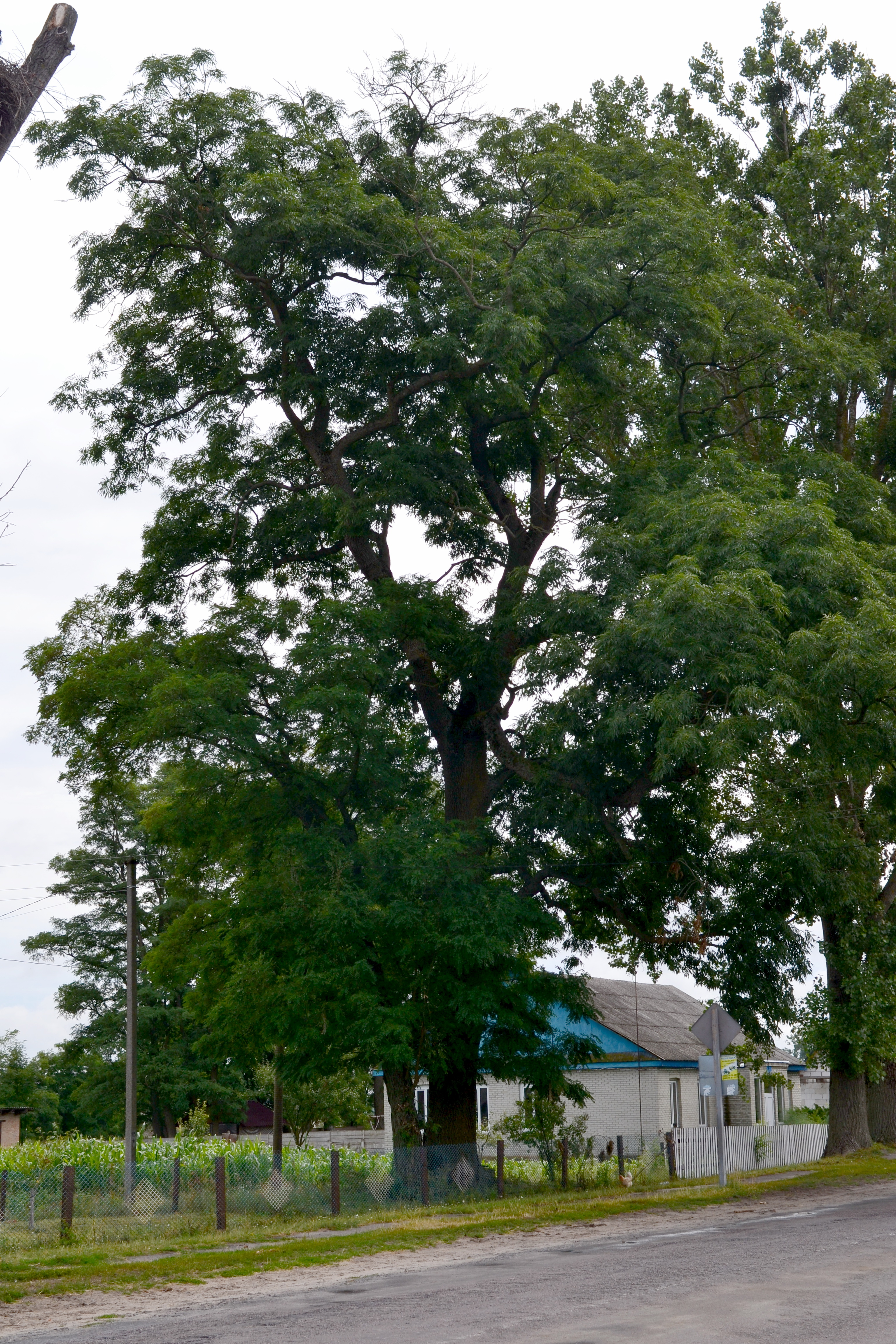
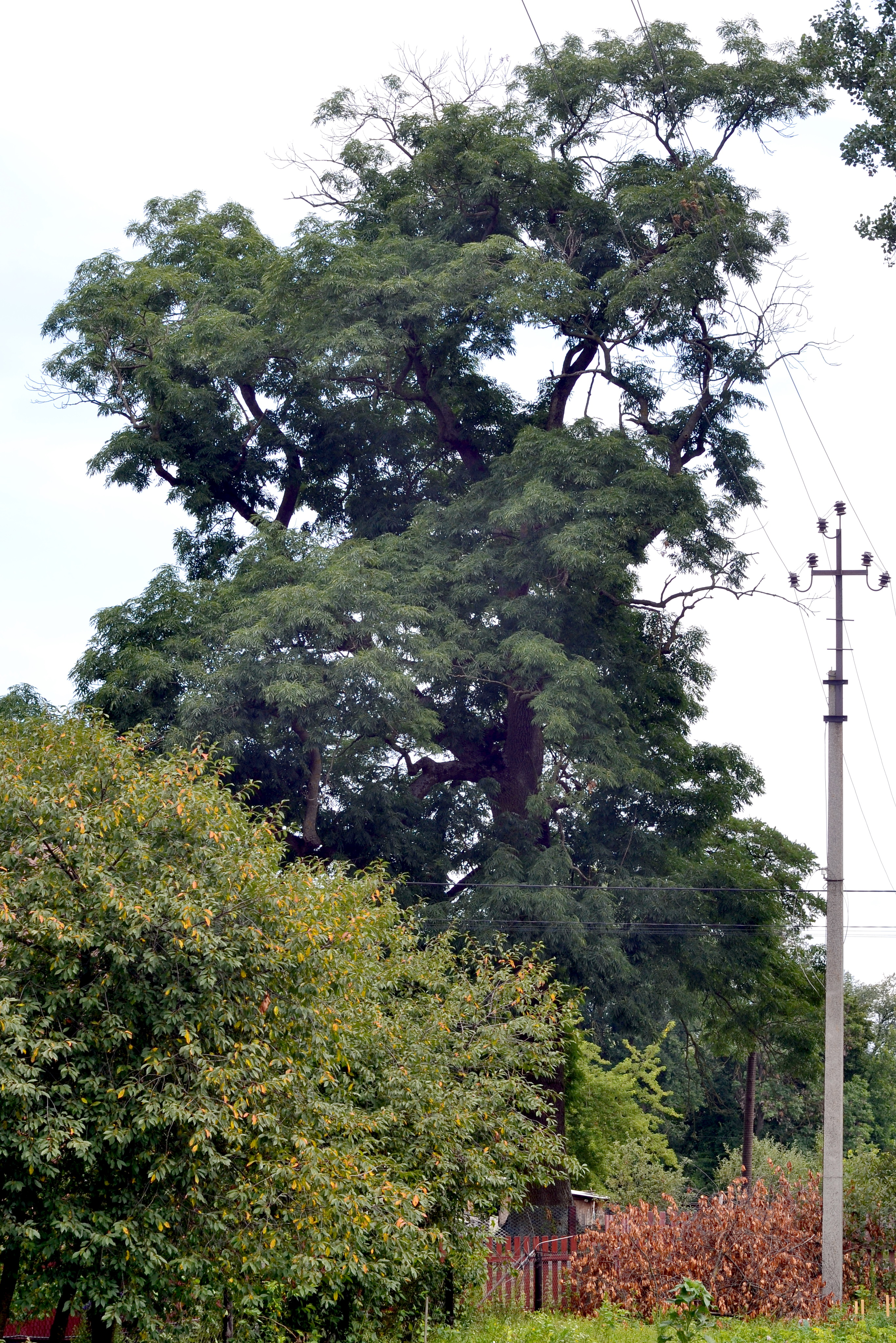
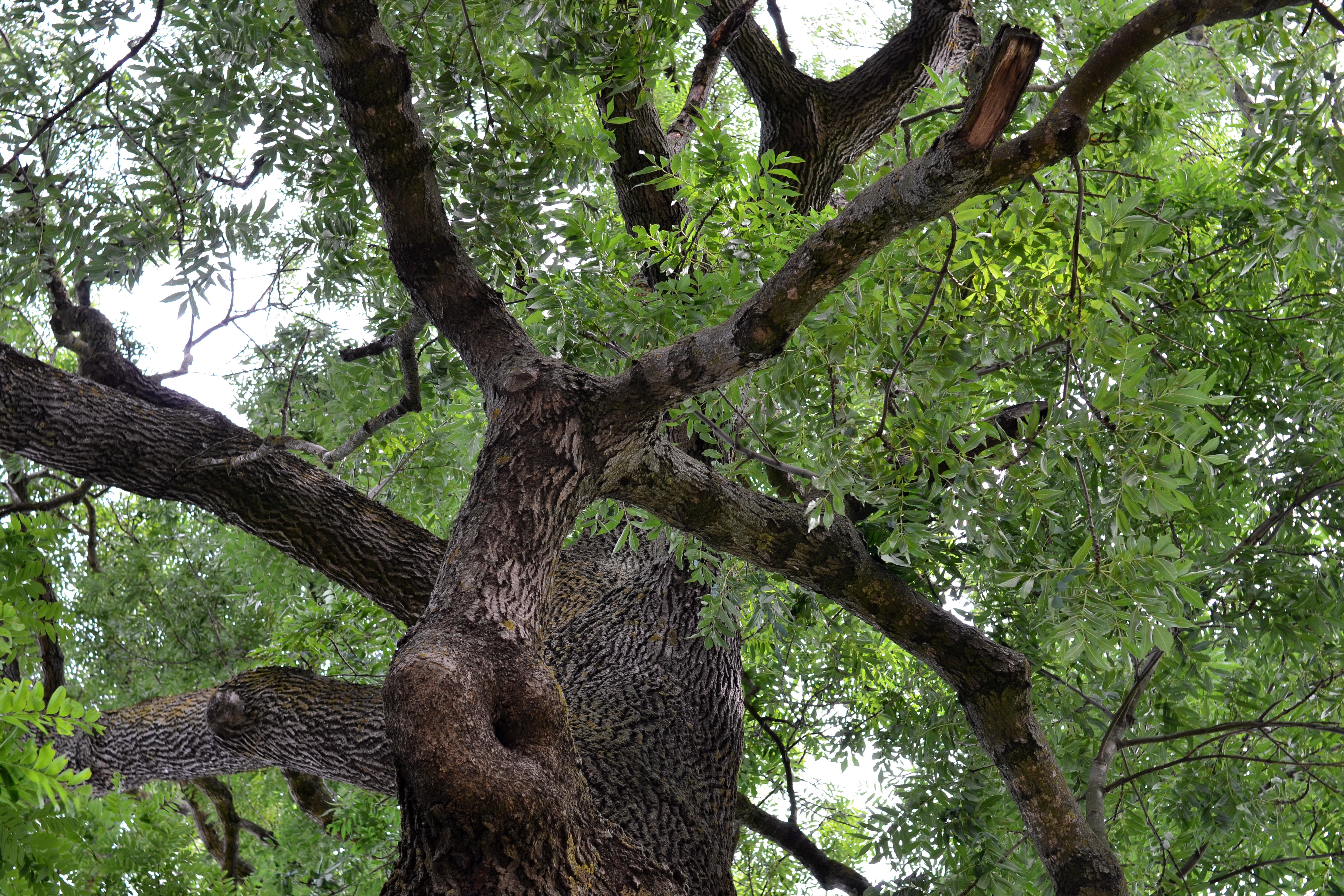